# Mick Weaver
Mick Weaver (Bolton (Greater Manchester), 16 juni 1944) is een Britse rocktoetsenist. Soms verscheen hij onder het pseudoniem Wynder K. Frog.

## Biografie
Wynder K. Frog was ook de naam van Weavers eerste band, die bestond tot 1968. Toen Steve Winwood begin 1969 de band Traffic verliet om zich bij Blind Faith aan te sluiten, vormden Weaver en de rest van de Traffic muzikanten de band Wooden Frog, ook wel bekend als Mason, Capaldi, Wood & Frog. De band ging na een paar optredens uit elkaar. Vanaf 1970 speelde Weaver in vele bands, waaronder The Grease Band, de bands van Keef Hartley, Joe Cocker, Frankie Miller, Ronnie Lane, Eric Burdon en Roger Chapman. Mick Weaver is sinds de jaren 1990 in de band van de bluesmuzikant Taj Mahal. Toen Steve Winwood Traffic verliet om Blind Faith te vormen, werd Weaver aangetrokken om hem te vervangen en Traffic werd Mason, Capaldi, Wood and Frog, al snel afgekort tot Wooden Frog. Ze speelden een paar optredens voordat ze drie maanden later ophielden toen Traffic hervormde. Hierna nam hij op met solo-artiesten zoals Buddy Guy, Dave Gilmour, Joe Cocker, Eric Burdon, Frankie Miller, Roger Chapman, Steve Marriott en Gary Moore evenals Taj Mahal en The Blues Band,[3] speelde ook keyboards met Steve Marriott's Majik Mijits. 
- Bibliothèque nationale de France: cb13940099v (data)
- International Standard Name Identifier: 0000 0000 0276 841X
- Library of Congress Control Number: no98076547
- MusicBrainz: 73d36f0e-fffd-4f17-98a4-d60bae1b0593
- Virtual International Authority File: 7578614